# Bengt Knutsson (Hand)
Bengt Knutsson (Hand), född på 1500-talet, död på 1600-talet, var en svensk ämbetsman.

## Biografi
Bengt Knutsson (Hand) var son till Knut Håkansson (Hand) och Märta Arvidsdotter. År 1587 var han ståthållare på Kronobergs slott med Allbo härad och Kinnevalds härad. Han var från 1588 till 1594 ståthållare på Vadstena slott och Vadstena län. Bengt Knutsson var även häradshövding i Dals härad. Han skrev under Uppsala mötes beslut 1593 och skrev under riksdagen 1595 i Söderköping och riksdagen 1597 i Arboga. 15 februari 1599 var han ledamot i riksrätten i Jönköping och var domare 1600 vid Linköpings blodbad. Han var ledamot i kommissionen som skulle revidera Sveriges rikes lag som vag upphov till Rosengrenska lagförslaget. Han avled före 4 december 1605.
Bengt Knutsson ägde gården Attorp i Södra Säms socken.

### Familj
Bengt Knutsson gifte sig 1577 med Carin Eriksdotter Ulfsparre. Hon var dotter till riksrådet Erik Månsson Ulfsparre och Estrid (Stiernbielke). De fick tillsammans barnen Elin Hand (död 1585) och Christina Hand som var gift med hovjunkaren Jesper Nilsson Cruus af Edeby.